# Chromis klunzingeri
Chromis klunzingeri là một loài cá biển thuộc chi Chromis trong họ Cá thia. Loài này được mô tả lần đầu tiên vào năm 1929.

## Từ nguyên
Từ định danh klunzingeri được đặt theo tên của Carl Benjamin Klunzinger, nhà động vật học người Đức, người đã nhầm loài này là Chromis hypsilepis vào năm 1879.

## P và môi trường sống
C. klunzingeri là loài đặc hữu của bang Tây Úc (Úc), được phân bố trải dài từ quần đảo Recherche đến Houtman Abrolhos. C. klunzingeri sống tập trung trên các rạn san hô viền bờ ở độ sâu khoảng từ 6 đến 40 m.

## Mô tả

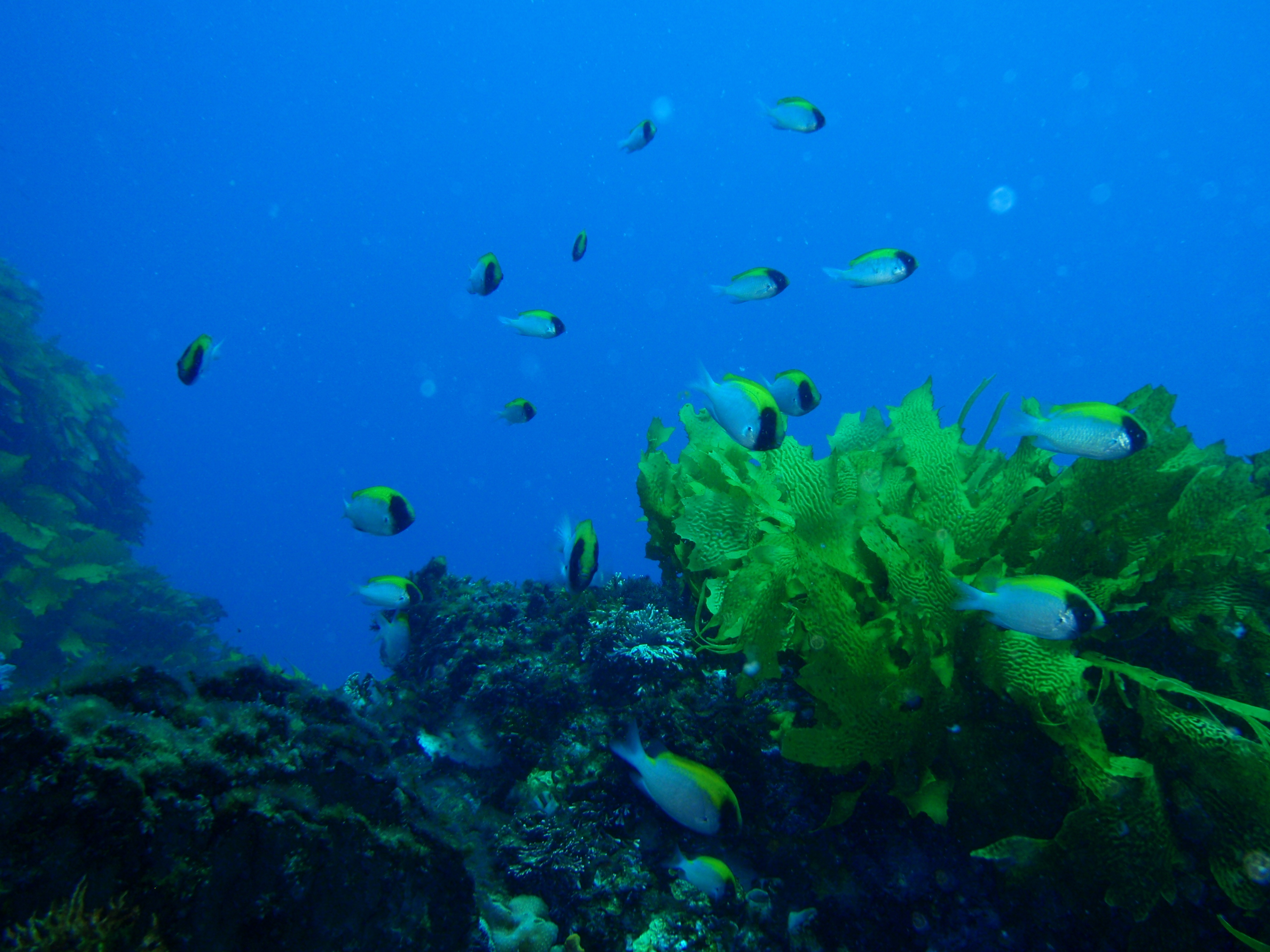
Một đàn C. klunzingeri

C. klunzingeri có chiều dài cơ thể lớn nhất được ghi nhận là 6,5 cm. Loài này có màu trắng, trừ đỉnh đầu và lưng (gồm toàn bộ vây lưng) là màu vàng tươi. Có một vệt đen đặc trưng từ trên đỉnh đầu lan rộng xuống mắt và đến ngay sau miệng. Gốc vây ngực có một đốm đen.
Số gai ở vây lưng: 13; Số tia vây ở vây lưng: 12–13; Số gai ở vây hậu môn: 2; Số tia vây ở vây hậu môn: 13–14; Số gai ở vây bụng: 1; Số tia vây ở vây bụng: 5.

## Sinh thái học
Thức ăn của C. klunzingeri là động vật phù du. Cá đực có tập tính bảo vệ và chăm sóc trứng; trứng có độ dính và bám vào nền tổ.